# 지그문트종

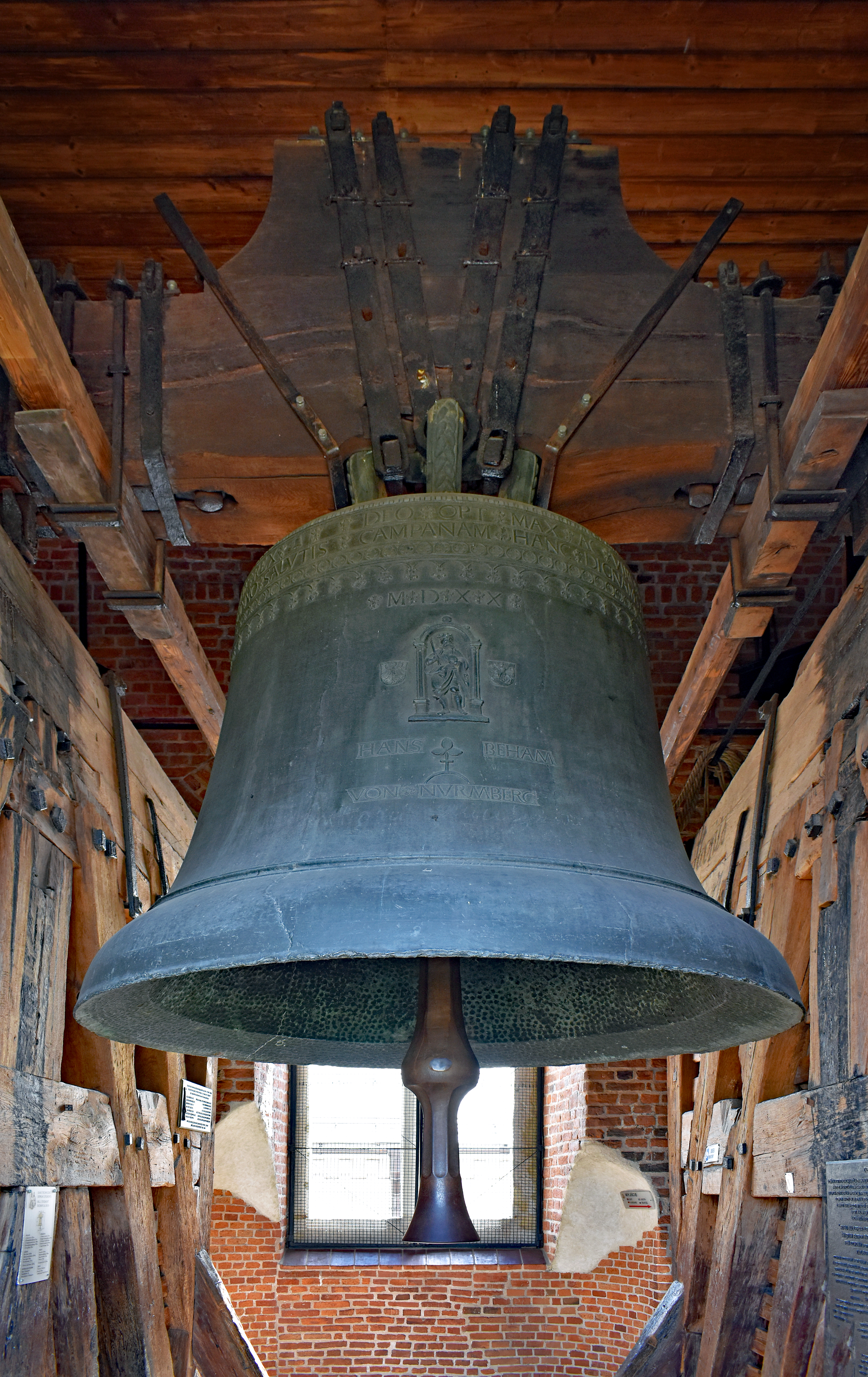
지그문트종

지그문트종(폴란드어: Dzwon Zygmunt)은 폴란드 크라쿠프 바벨성 지그문트탑에 걸려 있는 다섯 개의 종 중 가장 큰 종이다. 1520년 한스 베함이 주조했으며, 이를 의뢰한 지그문트 1세의 이름을 따서 명명되었다. 종의 무게는 거의 13톤 (28,000 파운드) 이고 12명의 종지기가 수동으로 흔들어야 한다. 주로 종교적, 국가적 공휴일과 같은 특별한 경우에 울리며 폴란드의 국가적 상징 중 하나로 여겨진다.